# Мірабель (Касерес)
Мірабель (ісп. Mirabel) — муніципалітет в Іспанії, у складі автономної спільноти Естремадура, у провінції Касерес. Населення — 715 осіб (2010).
Муніципалітет розташований на відстані близько 220 км на захід від Мадрида, 43 км на північ від Касереса.

## Демографія
Динаміка населення (INE ):

## Галерея зображень

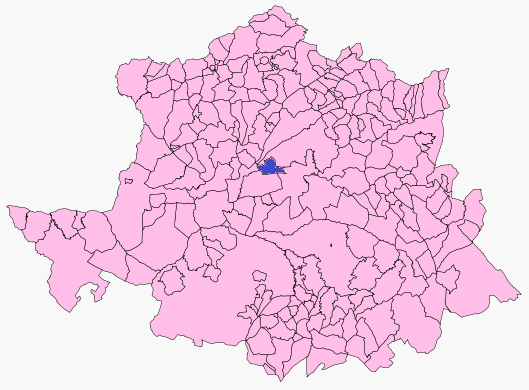
Розташування муніципалітету у провінції Касерес